# No Strings Attached (album của NSYNC)
No Strings Attached là album phòng thu thứ hai của nhóm nhạc người Mỹ NSYNC, phát hành ngày 21 tháng 3 năm 2000 bởi Jive Records. Nó được phát hành sau ba năm kể từ album phòng thu đầu tay mang chính tên họ (1997), và ngay sau khi trải qua vụ kiện pháp lý liên quan đến vấn đề lợi nhuận để tách ra khỏi công ty quản lý Trans Continental và hãng đĩa lúc bấy giờ của nhóm RCA Records. Được bắt đầu thu âm từ tháng 2 năm 1999 trong khoảng thời gian diễn ra vụ kiện, tiêu đề của album nhằm ám chỉ đến ý tưởng về việc thoát khỏi sự kiểm soát của công ty. No Strings Attached đánh dấu sự thay đổi trong khuynh hướng âm nhạc của NSYNC với mong muốn tạo nên sự khác biệt so với những đồng nghiệp của hãng đĩa lúc bấy giờ, trong đó kết hợp giữa phong cách dance-pop và teen pop quen thuộc của họ với R&B. Đóng góp cho quá trình sản xuất album đến từ một loạt các nhà sản xuất, bao gồm các thành viên Justin Timberlake và JC Chasez và những cộng tác viên khác như Kristian Lundin, Jake Schulze, Rami, Teddy Riley, Kevin "She'kspere" Briggs, Richard Marx, Veit Renn, Babyface, và Guy Roche.
Sau nhiều lần trì hoãn bới những cuộc chiến pháp lý, No String Attached đa phần nhận được những phản ứng tích cực từ các nhà phê bình âm nhạc. Ngoài ra, nó còn gặt hái nhiều giải thưởng và đề cử tại những lễ trao giải lớn, bao gồm chiến thắng tại giải thưởng âm nhạc Billboard năm 2000 cho Top Album Billboard 200 và một đề cử giải Grammy cho Album giọng pop xuất sắc nhất tại lễ trao giải thường niên lần thứ 43. No String Attached cũng tiếp nhận những thành công lớn về mặt thương mại, đứng đầu bảng xếp hạng ở Canada và lọt vào top 10 ở nhiều quốc gia nó xuất hiện, bao gồm Úc, Bỉ, Hà Lan và Thụy Sĩ. Tại Hoa Kỳ, album ra mắt ở vị trí số một trên bảng xếp hạng Billboard 200 và trụ vững trong tám tuần liên tiếp, đồng thời thiết lập kỷ lục về doanh số tiêu thụ tuần đầu tại đây với 2.4 triệu bản, một kỷ lục chỉ bị phá vỡ sau 15 năm bởi Adele với album phòng thu thứ ba của cô, 25 (2015). Nó đã được chứng nhận 11 đĩa Bạch kim bởi Hiệp hội Công nghiệp ghi âm Hoa Kỳ (RIAA), công nhận 13 triệu bản đã được tiêu thụ và trở thành album bán chạy nhất năm 2000 tại đây.
Năm đĩa đơn đã được phát hành từ No String Attached, trong đó đĩa đơn đầu tiên "Bye Bye Bye" đã gặt hái những thành công vượt trội và tạo nên tiền đề lớn cho thành công của album sau đó. "I'll Never Stop" được phát hành làm đĩa đơn thứ hai trên toàn cầu (ngoại trừ Hoa Kỳ) và tiếp nhận những thành công tương đối, trong khi hai đĩa đơn tiếp theo "It's Gonna Be Me" và "This I Promise You" đều vươn đến top 5 trên bảng xếp hạng Billboard Hot 100, với "It's Gonna Be Me" trở thành đĩa đơn quán quân và duy nhất của NSYNC tại Hoa Kỳ. Để quảng bá cho album, nhóm tiến hành thực hiện chuyến lưu diễn No Strings Attached Tour và đã trở thành một trong những chuyến lưu diễn có doanh thu cao nhất năm. Thành công của No String Attached được ghi nhận như là đỉnh cao của thể loại teen pop, trước khi xu hướng tiêu thụ đĩa CD bắt đầu giảm mạnh và xu hướng âm nhạc lúc bấy giờ thay đổi. NSYNC cũng được coi là nhóm nhạc có tầm ảnh hưởng lớn trong việc thể nghiệm đến nhiều thể loại âm nhạc nhằm thể hiện sự độc đáo của họ và đã truyền cảm hứng đến những nhóm nhạc nam khác như BTS.

## Danh sách bài hát
| No Strings Attached — Phiên bản Hoa Kỳ | No Strings Attached — Phiên bản Hoa Kỳ                             | No Strings Attached — Phiên bản Hoa Kỳ                                                            | No Strings Attached — Phiên bản Hoa Kỳ | No Strings Attached — Phiên bản Hoa Kỳ |
| STT                                    | Nhan đề                                                            | Sáng tác                                                                                          | Sản xuất                               | Thời lượng                             |
| -------------------------------------- | ------------------------------------------------------------------ | ------------------------------------------------------------------------------------------------- | -------------------------------------- | -------------------------------------- |
| 1.                                     | "Bye Bye Bye"                                                      | Kristian Lundin Jake Schulze Andreas Carlsson                                                     | Lundin Schulze                         | 3:19                                   |
| 2.                                     | "It's Gonna Be Me"                                                 | Max Martin Rami Yacoub Carlsson                                                                   | Yacoub                                 | 3:11                                   |
| 3.                                     | "Space Cowboy (Yippie-Yi-Yay)" (hợp tác với Lisa "Left Eye" Lopes) | JC Chasez Alex Greggs Bradley Daymond Lisa Lopes Inga Willis                                      | Chasez Riprock 'n' Alex G              | 4:21                                   |
| 4.                                     | "Just Got Paid"                                                    | Teddy Riley Gene Griffin Aaron Hall Johnny Kemp                                                   | Riley                                  | 4:08                                   |
| 5.                                     | "It Makes Me Ill"                                                  | Kevin Briggs Kandi                                                                                | She'kspere Kandi [a]                   | 3:26                                   |
| 6.                                     | "This I Promise You"                                               | Richard Marx                                                                                      | Marx                                   | 4:43                                   |
| 7.                                     | "No Strings Attached"                                              | Chasez Greggs Daymond                                                                             | Chasez Riprock 'n' Alex G              | 3:50                                   |
| 8.                                     | "Digital Get Down"                                                 | Chasez David Nicoll                                                                               | Renn Riprock 'n' Alex G                | 4:23                                   |
| 9.                                     | "Bringin' da Noise"                                                | Chasez Renn                                                                                       | Renn Riprock 'n' Alex G Chasez [b]     | 3:30                                   |
| 10.                                    | "That's When I'll Stop Loving You"                                 | Diane Warren                                                                                      | Guy Roche                              | 4:50                                   |
| 11.                                    | "I'll Be Good for You"                                             | Justin Timberlake Kevin "K-Toonz" Antunes Theodore Pendergrass Reginald Calloway Vincent Calloway | Timberlake Antunes                     | 3:56                                   |
| 12.                                    | "I Thought She Knew"                                               | Robin Wiley                                                                                       | Wiley                                  | 3:20                                   |

| No Strings Attached — Phiên bản Anh quốc | No Strings Attached — Phiên bản Anh quốc                         | No Strings Attached — Phiên bản Anh quốc              | No Strings Attached — Phiên bản Anh quốc | No Strings Attached — Phiên bản Anh quốc |
| STT                                      | Nhan đề                                                          | Sáng tác                                              | Sản xuất                                 | Thời lượng                               |
| ---------------------------------------- | ---------------------------------------------------------------- | ----------------------------------------------------- | ---------------------------------------- | ---------------------------------------- |
| 1.                                       | "Bye Bye Bye"                                                    | Lundin Schulze Carlsson                               | Lundin Schulze                           | 3:19                                     |
| 2.                                       | "It's Gonna Be Me"                                               | Martin Rami Carlsson                                  | Rami                                     | 3:11                                     |
| 3.                                       | "Space Cowboy (Yippie-Yi-Yay)" (featuring Lisa "Left Eye" Lopes) | Chasez Greggs Daymond Lopes Willis                    | Chasez Riprock 'n' Alex G                | 4:21                                     |
| 4.                                       | "Just Got Paid"                                                  | Riley Griffin Hall Kemp                               | Riley                                    | 4:08                                     |
| 5.                                       | "It Makes Me Ill"                                                | Briggs Kandi                                          | She'kspere Kandi [a]                     | 3:26                                     |
| 6.                                       | "This I Promise You"                                             | Marx                                                  | Marx                                     | 4:43                                     |
| 7.                                       | "No Strings Attached"                                            | Chasez Greggs Daymond                                 | Chasez Riprock 'n' Alex G                | 3:50                                     |
| 8.                                       | "Digital Get Down"                                               | Chasez Nicoll                                         | Renn Riprock 'n' Alex G                  | 4:23                                     |
| 9.                                       | "I'll Never Stop"                                                | Lundin Martin Alexander Kronlund                      | Lundin                                   | 3:26                                     |
| 10.                                      | "Bringin' da Noise"                                              | Chasez Renn                                           | Renn Riprock 'n' Alex G Chaez [b]        | 3:30                                     |
| 11.                                      | "That's When I'll Stop Loving You"                               | Warren                                                | Roche                                    | 4:50                                     |
| 12.                                      | "I'll Be Good for You"                                           | Timberlake Antunes Pendergrass R. Calloway V.Calloway | Timberlake Antunes                       | 3:56                                     |
| 13.                                      | "If I'm Not the One"                                             | Fredrik Thomander Anders Wikstrom                     | Gary Carolla Peter Ries                  | 3:21                                     |
| 14.                                      | "I Thought She Knew"                                             | Robin Wiley                                           | Wiley                                    | 3:20                                     |

| No Strings Attached — Track bổ sung bản đặc biệt tại Anh quốc | No Strings Attached — Track bổ sung bản đặc biệt tại Anh quốc | No Strings Attached — Track bổ sung bản đặc biệt tại Anh quốc | No Strings Attached — Track bổ sung bản đặc biệt tại Anh quốc | No Strings Attached — Track bổ sung bản đặc biệt tại Anh quốc |
| STT                                                           | Nhan đề                                                       | Sáng tác                                                      | Sản xuất                                                      | Thời lượng                                                    |
| ------------------------------------------------------------- | ------------------------------------------------------------- | ------------------------------------------------------------- | ------------------------------------------------------------- | ------------------------------------------------------------- |
| 15.                                                           | "Could It Be You"                                             | Skinner Renn                                                  | Renn                                                          | 3:41                                                          |
| 16.                                                           | "This Is Where the Party's At"                                | Skinner Renn                                                  | Renn                                                          | 3:39                                                          |

| No Strings Attached — Track bổ sung tại Nhật | No Strings Attached — Track bổ sung tại Nhật | No Strings Attached — Track bổ sung tại Nhật | No Strings Attached — Track bổ sung tại Nhật | No Strings Attached — Track bổ sung tại Nhật |
| STT                                          | Nhan đề                                      | Sáng tác                                     | Sản xuất                                     | Thời lượng                                   |
| -------------------------------------------- | -------------------------------------------- | -------------------------------------------- | -------------------------------------------- | -------------------------------------------- |
| 13.                                          | "I'll Never Stop"                            | Lundin Martin Kronlund                       | Lundin                                       | 3:26                                         |
| 14.                                          | "If Only in Heaven's Eyes"                   | Kenneth "Babyface" Edmonds                   | Edmonds                                      | 4:37                                         |
| 15.                                          | "Bye Bye Bye" (Teddy Riley Club Mix)         | Lundin Shulze Carlsson                       | Lundin Shulze                                | 5:30                                         |

| No Strings Attached — Track bổ sung tại Úc | No Strings Attached — Track bổ sung tại Úc | No Strings Attached — Track bổ sung tại Úc | No Strings Attached — Track bổ sung tại Úc | No Strings Attached — Track bổ sung tại Úc |
| STT                                        | Nhan đề                                    | Sáng tác                                   | Sản xuất                                   | Thời lượng                                 |
| ------------------------------------------ | ------------------------------------------ | ------------------------------------------ | ------------------------------------------ | ------------------------------------------ |
| 13.                                        | "I'll Never Stop"                          | Lundin Martin Kronlund                     | Lundin                                     | 3:26                                       |
| 14.                                        | "If Only in Heaven's Eyes"                 | Edmonds                                    | Edmonds                                    | 4:37                                       |
| 15.                                        | "Could It Be You"                          | Skinner Renn                               | Renn                                       | 3:41                                       |

| No Strings Attached — Track bổ sung tại Tây Ban Nha | No Strings Attached — Track bổ sung tại Tây Ban Nha | No Strings Attached — Track bổ sung tại Tây Ban Nha | No Strings Attached — Track bổ sung tại Tây Ban Nha | No Strings Attached — Track bổ sung tại Tây Ban Nha |
| STT                                                 | Nhan đề                                             | Sáng tác                                            | Sản xuất                                            | Thời lượng                                          |
| --------------------------------------------------- | --------------------------------------------------- | --------------------------------------------------- | --------------------------------------------------- | --------------------------------------------------- |
| 13.                                                 | "I'll Never Stop"                                   | Lundin Martin Kronlund                              | Lundin                                              | 3:26                                                |
| 14.                                                 | "If I'm Not the One"                                | Wikstrom Thomander                                  | Carolla Ries                                        | 3:21                                                |
| 15.                                                 | "Yo Te Voy Amar"                                    | Marx                                                | Marx                                                | 4:48                                                |

Ghi chú
- ^a  nghĩa là sản xuất giọng hát
- ^b  nghĩa là đồng sản xuất
- "I'll Be Good for You" bao gồm đoạn nhạc mẫu từ "Believe in Love", viết lời bởi Teddy Pendergrass, Reginald Calloway, Vincent Calloway, Steve Beckham và Keith Robinson, và thể hiện bởi Teddy Pendergrass.[4][5]

## Xếp hạng
| Bảng xếp hạng (2000)                     | Vị trí cao nhất |
| ---------------------------------------- | --------------- |
| Album Úc (ARIA)                          | 3               |
| Album Áo (Ö3 Austria)                    | 16              |
| Album Bỉ (Ultratop Vlaanderen)           | 8               |
| Album Canada (Billboard)                 | 1               |
| Đan Mạch (Hitlisten)                     | 12              |
| Album Hà Lan (Album Top 100)             | 6               |
| Châu Âu (European Top 100 Albums)        | 12              |
| Album Phần Lan (Suomen virallinen lista) | 14              |
| Album Đức (Offizielle Top 100)           | 16              |
| Album Hungaria (MAHASZ)                  | 15              |
| Album Ireland (IRMA)                     | 27              |
| Album Ý (FIMI)                           | 26              |
| Nhật Bản (Oricon)                        | 19              |
| Malaysia (IFPI)                          | 1               |
| Album New Zealand (RMNZ)                 | 12              |
| Album Na Uy (VG-lista)                   | 12              |
| Album Scotland (OCC)                     | 22              |
| Tây Ban Nha (Promusicae)                 | 32              |
| Album Thụy Điển (Sverigetopplistan)      | 22              |
| Album Thụy Sĩ (Schweizer Hitparade)      | 7               |
| Album Anh Quốc (OCC)                     | 14              |
| Album Hoa Kỳ Billboard 200               | 1               |

| Bảng xếp hạng (2000)               | Vị trí |
| ---------------------------------- | ------ |
| Australian Albums (ARIA)           | 45     |
| Belgian Albums (Ultratop Flanders) | 83     |
| Dutch Albums (MegaCharts)          | 97     |
| German Albums (Offizielle Top 100) | 69     |
| Italian Albums (FIMI)              | 156    |
| UK Albums (OCC)                    | 86     |
| US Billboard 200                   | 1      |
| Bảng xếp hạng (2001)               | Vị trí |
| US Billboard 200                   | 30     |

| Bảng xếp hạng (2000–2009) | Vị trí |
| ------------------------- | ------ |
| US Billboard 200          | 1      |

| Bảng xếp hạng    | Vị trí |
| ---------------- | ------ |
| US Billboard 200 | 111    |

## Chứng nhận
}}
| Quốc gia                                                                           | Chứng nhận   | Số đơn vị/doanh số chứng nhận |
| ---------------------------------------------------------------------------------- | ------------ | ----------------------------- |
| Argentina (CAPIF)                                                                  | Bạch kim     | 60.000^                       |
| Úc (ARIA)                                                                          | Bạch kim     | 70.000^                       |
| Brasil (Pro-Música Brasil)                                                         | Vàng         | 100.000*                      |
| Canada (Music Canada)                                                              | 7× Bạch kim  | 700.000^                      |
| Đức (BVMI)                                                                         | Vàng         | 250.000^                      |
| Nhật Bản (RIAJ)                                                                    | Vàng         | 0^                            |
| México (AMPROFON)                                                                  | Vàng         | 75.000^                       |
| Hà Lan (NVPI)                                                                      | Vàng         | 40.000^                       |
| New Zealand (RMNZ)                                                                 | Bạch kim     | 15.000^                       |
| Bồ Đào Nha (AFP)                                                                   | Bạc          | 10.000^                       |
| Tây Ban Nha (PROMUSICAE)                                                           | Vàng         | 50.000^                       |
| Anh Quốc (BPI)                                                                     | Vàng         | 100.000^                      |
| Hoa Kỳ (RIAA)                                                                      | 11× Bạch kim | 14,500,000                    |
| * Chứng nhận dựa theo doanh số tiêu thụ. ^ Chứng nhận dựa theo doanh số nhập hàng. |              |                               |